# Murallas de Campeche
Las llamadas murallas de Campeche son las edificaciones que históricamente sirvieron como muro defensivo de la ciudadela de San Francisco de Campeche, capital del actual estado de Campeche, México. Las sucesivas autoridades de este puerto del Golfo de México construyeron un sistema defensivo para proteger a la población y hacer frente a los ataques de los piratas que fueron frecuentes en los primeros siglos de la dominación española, a partir de la conquista de Yucatán en el siglo XVI y hasta finales del siglo XVIII, en que propiamente cesaron tales incursiones.

## Datos históricos
Se sabe que hubo incursiones ofensivas de piratas en contra de San Francisco de Campeche desde el siglo XVI. No fue, sin embargo, sino hasta entrado el siglo XVII cuando se hicieron los primeros esfuerzos constructivos para proteger a la ciudad y repeler los ataques de los filibusteros. Por la iniciativa del gobernador de la provincia de Yucatán, de la que entonces formaba parte el puerto de Campeche, el mariscal Carlos de Luna y Arellano, fueron construidos los tres primeros fuertes que habrían de establecer la defensa del emplazamiento: el de San Benito, el de San Bartolomé y el llamado del Bonete. Alrededor del año de 1663 las tres fortificaciones estaban concluidas pero no tuvieron la eficacia que se esperaba de ellas en razón de la distancia que las separaba una de la otra. Era relativamente fácil apoderarse de ellos en virtud de su aislamiento, como ocurrió en el caso del fuerte de San Benito en el mes de febrero de 1663, que tras rendirse al ataque de los piratas de Eduard Kenyuew, fue demolido por los invasores.
Durante el gobierno de Juan Francisco Esquivel, quien mandó elaborar un plano de la villa en el que figuraban los tres fuertes señalados, se inició la reconstrucción del de San Benito misma que se terminó durante la gestión del gobernador Sancho Fernández de Angulo Sandoval re inaugurándose el 15 de noviembre de 1676, ahora con el nombre de San Carlos, en homenaje al rey Carlos II.
Otra nueva incursión de piratas que fue muy gravosa para la población, ocurrida en 1678, obligó a considerar el amurallamiento del puerto. El proyecto tuvo la real aprobación y fue financiado mediante impuestos especiales a la exportación de sal desde el puerto y colaboraciones tanto de la corona española como del gobierno de Yucatán, entonces encabezado por Juan Bruno Téllez de Guzmán. Los trabajos concluyeron en 1704, tras 18 años de esfuerzos. La muralla levantada de forma hexagonal cubrió un perímetro de 2741 m con una altura promedio de 8,4 m y un espesor de 2,6 m también promedio. Unía entre sí ocho baluartes, también construidos durante ese periodo que auxiliaban en la defensa de la plaza y que fueron: San Carlos, Santa Rosa, San Juan, San Francisco, San Pedro, San José, Santiago y Nuestra Señora de la Soledad. El sistema se completaba con seis castillos distribuidos entre la sierra y las playas circunvecinas.
Hay un plano de la ciudad en el Archivo de Indias, fechado en 1751, que señala la presencia, además de las murallas y sus baluartes, de dos puertas: la del mar, también llamada Puerta del Muelle y la de tierra, denominada Puerta Nueva. Otro plano de 1786 indica la existencia de dos puertas más, la de Guadalupe y la de San Román. Se sabe que San Francisco de Campeche fue la única ciudad puerto de la Nueva España que fue amurallada de esta manera. 
La destrucción de tal sistema que nunca fue inexpugnable propiamente dicho, aunque sí dio una cierta tranquilidad a la población, empezó hacia fines del siglo XIX con la modernización de la ciudad. La instalación de comercios y de puntos de servicios para el poblado, la construcción del tranvía citadino más tarde, proyectos de vialidad de diversas épocas finalmente, llevaron a la demolición parcial pero severa de las murallas. En la actualidad existen cerca de 600 m de murallas que se mantienen como testigos de la histórica estrategia defensiva del puerto y que son patrimonio cultural de los campechanos.
Héctor Pérez Martínez, historiador de Campeche, escribió que las murallas nunca fueron instrumento particularmente útil en la defensa de la ciudad, en parte por el hecho de que su construcción fue concluida cuando ya la piratería estaba en decadencia.